# Chelez
Chelez (hebräisch חֶלֶץ) ist ein Moschav im Süden Israels.
Der Ort wurde 1950 von jemenitischen Einwanderern gegründet. Er wurde „benannt nach einem ... Mitkämpfer König Davids“ (2.Samuelbuch 23,26). Bei Chelez wird auch Erdöl gefördert. Im Jahr 2018 hatte Chelez 445 Einwohner.